# Jenny Fikentscher
Jenny Fikentscher (ur. 1 czerwca 1869 w Katowicach, zm. 26 kwietnia 1959 w Gernsbach) – niemiecka malarka i graficzka stylu secesyjnego.
Urodziła się w Katowicach, gdzie jej ojciec pracował jako architekt miejski. Po osiedleniu się rodziny w Karlsruhe, Jenny zapisała się tam w semestrze zimowym 1888/89 do szkoły dla malarek. W 1889 r. przeprowadziła się wraz z owdowiałą matką do zamku Augustenburg w Grötzingen i pobierała prywatne lekcje u malarki Alwine Schroedter.
W 1891 r. poślubiła malarza zwierząt Otto Fikentschera, który niedługo wcześniej kupił zamek Augustenburg i przekształcił go w centrum kulturalne. Do dawnej siedziby margrabiów stopniowo wprowadzali się inni artyści: przyrodni brat Jenny Gustav Kampmann, malarz bajek Franz Hein i pejzażysta Karl Biese wraz z rodzinami.
W 1899 roku dołączyła do Karlsruher Künstlerbund, który założył litograficzną pracownię pod nazwą Kunstdruckerei Künstlerbund Karlsruhe.
Jej najwcześniejsze prace to arkusze z kaligraficznie ukształtowanymi, ozdobionymi ornamentami wierszami. Do ornamentów używała roślin, które znajdowała w swoim otoczeniu, takich jak kwiaty wiśni, ciemiężyce i dzikie wino. Od 1897 roku skupiła się na litografiach. Jej kolorowe litografie z motywami kwiatowymi, abstrakcyjne i dekoracyjne prace przypominają secesję, francuską sztukę plakatu i japońskie kolorowe drzeworyty. Jej najbardziej znane prace to „Unser Turmfenster”, „Fenster im Schloß Augustenburg in Grötzingen mit wildem Wein”, „Blühender Kirschbaum”, „Malven” i „Die Feuerlilien”.
Na zlecenie kolońskiego producenta czekolady Ludwiga Stollwercka zaprojektowała obrazki do zbierania dla albumów Stollwercka, m.in. serię „Wald-Laubbäume” dla albumu nr 3 z 1899 roku.
Po 1900 r. znacznie ograniczyła swoją działalność artystyczną i coraz bardziej angażowała się w idee i cele ruchu Wandervogel założonego w 1896 roku, przez uczniów i studentów pochodzących z klasy średniej, którzy w fazie postępującej industrializacji miast, zainspirowani ideałami romantyzmu oderwali się od ograniczeń środowiska szkolnego i społecznego, aby rozwinąć własny sposób życia na świeżym powietrzu. Wandervogel zapoczątkował ruch, który dostarczył również ważnego impulsu dla reformy edukacji, naturyzmu i ruchu reformy życia w początkach XX wieku.
Jenny sama zajmowała się dużym ogrodem i była doskonałą ogrodniczką. Po roku 1900 sprzedawała domowe owoce i warzywa na targu w Karlsruhe i stała się znaną osobistością w mieście ze względu na swój niezwykły styl życia.
Miała pięcioro dzieci, w tym córkę, która pod nazwiskiem Dorothee Fischer (1894–1981) była znana jako kompozytorka piosenek. Dzieci dorastały w niekonwencjonalnym domu w duchu bohemy.